# Lexovios
Los lexovios (en latín, Lexovii; en griego, Ληξόβιοι, Estrabón; Ληξούβιοι, Ptolomeo ii. 8. § 2), fueron un pueblo celta, en la costa de la Galia, inmediatamente al oeste de la boca del Sécuana. Cuando los vénetos y sus vecinos estaban preparándose para el ataque de Julio César (56 a. C.), pidieron ayuda a los osismos, lexovios, námnetes y otros. (Comentarios a la guerra de las Galias III. 9, 11.) César envió a Quinto Titurio Sabino contra los unelos, coriosolites y lexovios, para impedir que se unieran a los vénetos. Unos pocos días después Sabino alcanzó el país de los unelos, los aulercos eburovices y los lexovios mataron a sus consejos o senados, tal como lo llama César, porque estaban en contra de la guerra; y se unieron a Virídovix, el jefe de los unelos. Los confederados galos fueron derrotados por Sabino, y obligados a rendirse. (Comentarios... III. 17-19.) Los lexovios intervinieron en el gran alzamiento de los galos contra César (52 a. C.); pero su fuerza era de sólo 3.000 hombres. (Comentarios... VII. 75.) Walckenaer supone que el territorio de los lexovios de César y Ptolomeo comprendía tanto el territorio de Lisieux como el de Bayeux, aunque había un pueblo en Bayeux llamado «bodiocasses»; y más adelante supone que estos bodiocasses y los «viducasses» dependían de los lexovios, y dentro de sus límites territoriales. La capital de los lexovios, o Civitas Lexoviorum, tal como se la llama en la Notitia Dignitatum, es Lisieux, en el departamento francés de Calvados, donde los habitantes actuales aún reciben el nombre de Lexoviens y Lexoviennes. Bajo los romanos, el oppidum de los lexovios se llamaba Noviomagus Lexoviorum, "Nuevo campo de los lexovios". El país de los lexovios era una de las partes de la Galia desde donde se hizo el paso a Britania.